# Inland
Pour plus de détails, voir Fiche technique et Distribution.
Inland (Gabbla) est un film algérien réalisé par Tariq Teguia, sorti en 2008.

## Fiche technique
- Titre : Inland
- Titre original : Gabbla
- Réalisation : Tariq Teguia
- Scénario : Tariq Teguia
- Pays de production : Algérie
- Format : Couleurs - 35 mm
- Genre : Drame
- Durée : 140 minutes
- Date de sortie : 2008

## Distribution
- Kader Affak
- Ahmed Benaïssa
- Ines Rose Djakou
- Fethi Ghares
- Djalila Kadi-Hanifi
- Kouider Medjahed

## Récompenses
Le film a obtenu le prix Fipresci de la critique au festival de Venise 2008.